# Saga pedo
Espèce
Statut de conservation UICN

 VU B1+2bd : Vulnérable
 (juin 2024).
Si vous disposez d'ouvrages ou d'articles de référence ou si vous connaissez des sites web de qualité traitant du thème abordé ici, merci de compléter l'article en donnant les références utiles à sa vérifiabilité et en les liant à la section « Notes et références ».
Saga pedo, la Magicienne dentelée, est une espèce d'insectes orthoptères de la famille des Tettigoniidae.

## Distribution
La magicienne dentelée est une sauterelle à large répartition mondiale, puisqu'on la rencontre de la France jusqu'à l'Ouest de la Chine. L'espèce est peut-être également présente dans la péninsule Ibérique. Au Nord elle est signalée jusqu'en République tchèque et en Russie. Au XXe siècle, elle fut accidentellement introduite au Michigan sous forme d'œufs dans de la terre en provenance d'Italie, mais il est peu probable qu'elle se soit durablement établie : les spécimens vus présentaient des problèmes au niveau de l'ovipositeur, rendant difficile voire impossible la reproduction.
En raison de ses mœurs discrètes, cet animal fut longtemps considéré par les entomologistes comme une espèce rarissime. C'est pourquoi l'insecte est aujourd'hui intégralement protégé à l'échelle française, européenne (Directive habitats) et internationale (Convention de Berne). En fait, la magicienne dentelée est encore largement répandue dans les garrigues et les pelouses thermophiles du sud de la France, où l'on connaît plus de 800 stations du niveau de la mer jusqu'à 1 750 mètres d'altitude. On peut même la rencontrer en nombre les nuits d'été dans le Midi, sur les routes traversant ses milieux de prédilection.
En France, elle est présente dans tous les départements bordant la Méditerranée ainsi que dans les Alpes-de-Haute-Provence, l'Ardèche, l'Aveyron, la Drôme, la Haute-Savoie, le Lot et le Vaucluse. Elle a également été répertoriée dans le Sud de la Corse.

## Description

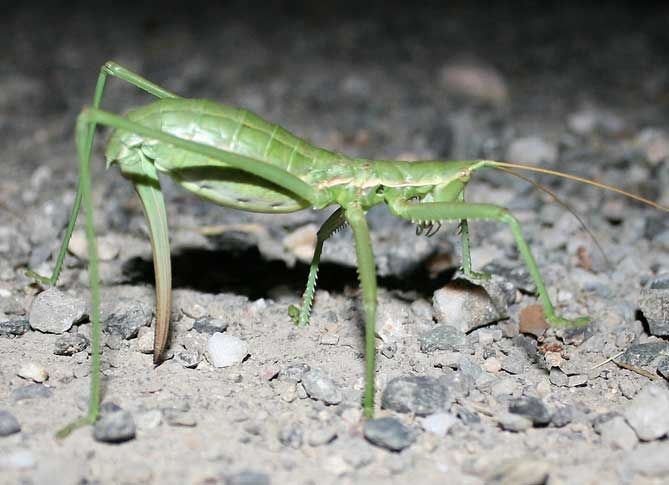
Un individu en ponte sur le bas-côté d'une route

La magicienne dentelée est un insecte aptère.
C'est le plus grand orthoptère et aussi le plus grand insecte de France : elle mesure environ 7 centimètres auxquels s'ajoutent 4 centimètres pour l'ovipositeur. Du fait de sa large répartition, les variations de dimensions au sein de l'espèce sont grandes : au Nord, elle mesure en moyenne 59 millimètres et pèse 3 grammes ; au Sud, elle atteint 80 millimètres et 8 grammes.
Saga pedo est de couleur verte ou brune avec une ligne claire sur les flancs tout le long du corps. Sa tête est de la même couleur que le corps. Les  antennes, particulièrement épaisses pour un ensifère, mesurent environ la longueur du corps et leurs flagelles sont jaunes à brunes, mais jamais vertes.
Le pronotum est cylindrique, tout comme le reste du corps. Les pattes antérieures et médianes sont très épineuses ; même les coxa présentent des épines. De même on trouve une paire d'épines sur le mésosternum et le métasternum. Les pattes postérieures sont très longues mais, contrairement à celles des autres orthoptères, elles ne sont pas plus épaisses que les pattes antérieures et médianes. Les tibias postérieurs sont finement dentés sur leur face supérieure.
L'ovipositeur est long, faiblement arqué vers le haut et denté chez l'adulte. La plaque sous-génitale est en forme de triangle pointant vers l'arrière, avec une fine fente à l'extrémité.
Les œufs sont vert foncé, ont la forme d'un grain de riz et mesurent environ 12 millimètres de long pour 3 de diamètre.

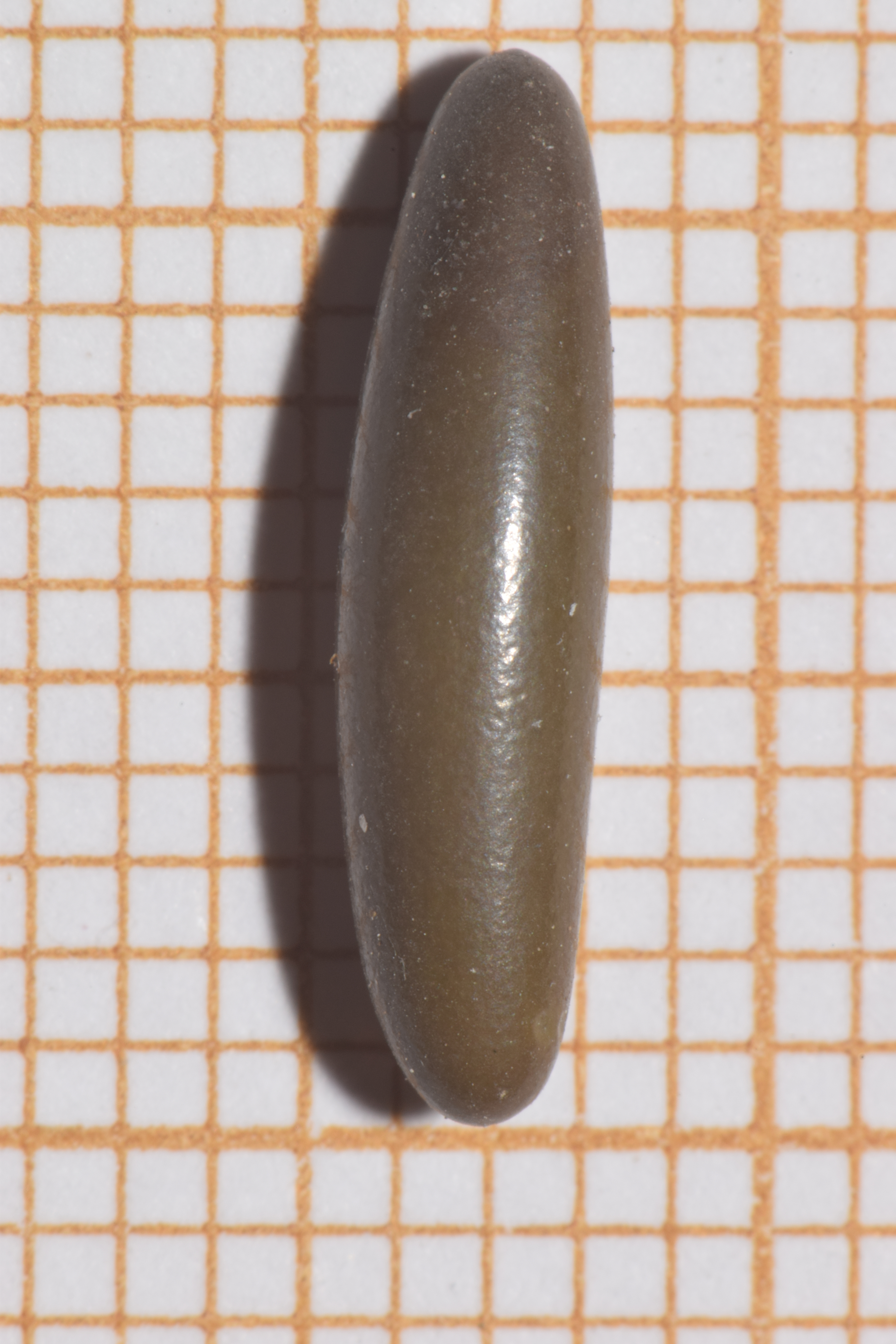
Œuf.
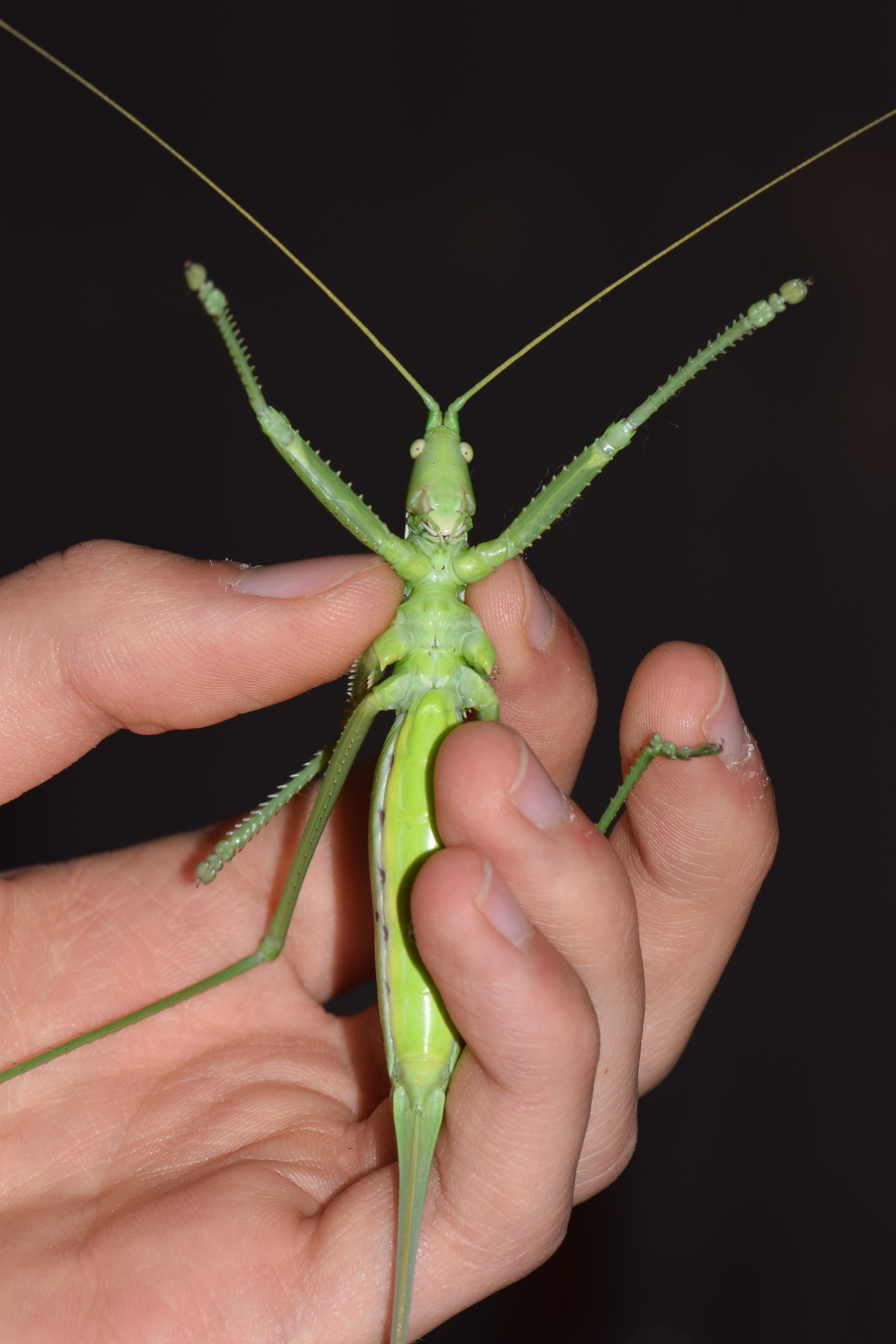
Vue ventrale d'un imago. On y distingue la plaque sous-génitale et les épines thoraciques.

## Biologie

### Mode de vie
La magicienne dentelée est un redoutable prédateur d'insectes et en particulier d'autres orthoptères (Éphippigères, Dectiques, Œdipodes, criquets, etc.) ; elle capture ses proies avec ses pattes antérieures et médianes. De manière générale, elle capture tout ce qu'elle peut maîtriser, y compris des proies plus grandes qu'elle, et des petits vertébrés. Une fois capturée, la proie est rapidement mordue au niveau du cou pour l'immobiliser puis la magicienne se déplace jusqu'à trouver une position adéquate pour se nourrir : en général suspendue à une branche par les pattes arrière, la proie emprisonnée entre les quatre autres pattes.
La magicienne dentelée est un animal nocturne actif en général entre 21 heures et 2 heures du matin. Le reste du temps, elle se repose cachée dans la végétation où sa coloration et surtout son immobilité la rendent très discrète. Elle n'est pas attirée par la lumière mais elle ne la fuit pas non plus. Elle se déplace en marchant d'une manière très similaire à celle des phasmes, imitant une brindille poussée par le vent. Lorsqu'elle se sent menacée, Saga pedo peut mordre, mais a plus tendance à fuir par petits bonds et en marchant le plus vite possible. Sa morsure est particulièrement douloureuse, mais l'espèce ne semble pas agressive envers l'homme.

### Reproduction et cycle de vie
L'espèce se reproduit par parthénogenèse thélytoque, il n'y a donc que des femelles et pas de mâle. En juillet 2005 en Valais (Suisse), un possible spécimen mâle a été capturé. Des études bio-moléculaires sont en cours pour préciser le statut de cet individu, probablement un gynandromorphe[réf. souhaitée].
Au  stade imaginal, la femelle alterne les phases de ponte pendant lesquelles elle pond plusieurs œufs tous les soirs pendant environ trois jours et les phases d'incubation pendant lesquelles elle ne pond pas pendant environ 2 à 3 semaines. Les œufs sont pondus individuellement sous terre à environ 4 centimètres de profondeur. Ils éclosent d'avril à mai. Il y a de cinq à six stades juvéniles. Les adultes apparaissent dès juin et meurent en général en septembre ou en octobre. À la naissance les jeunes mesurent environ 15 millimètres, ils sont donc plus grands que la plupart des insectes à cette période de l'année. Il y a un lien direct entre température et date d'éclosion, ce qui fait que, même en France, les naissances peuvent être séparées de plusieurs semaines d'un endroit à l'autre.
Les œufs mettent de un à cinq ans à éclore, le plus généralement deux ou trois. Ils ne nécessitent pas de diapause.

### Comportement social
L'espèce est cannibale, surtout au moment des mues.
L'absence de mâle limite les interactions sociales. La mise en contact avec un mâle d'une espèce proche provoque cependant un comportement normal de la part de la femelle ainsi que du mâle pouvant aller jusqu'à l'accouplement.

## Lien avec les espèces proches

### Hybridation
Les tentatives d'hybridations avec Saga campbelli et Saga rammei ont montré qu'il n'existe pas de barrière mécanique empêchant l’accouplement entre Saga pedo et certaines autres espèces du genre. Dans le cas de l'hybridation avec S. rammei, des mâles et des femelles sont nés, montrant que l'hybridation est possible. À l'heure actuelle il est impossible de dire si ces hybrides sont stériles ou non : tous sont morts sans s'être accouplés, à l’exception d'un mâle mais la femelle impliquée, une Saga rammei est morte avant de pondre.

### Phylogénie
Contrairement aux autres magiciennes, la magicienne dentelée possède 68 à 70 chromosomes (contre en général 28). La présence de 4 chromosomes X semble indiquer que l'espèce est tétraploïde. Cependant, selon d'autres études, l'espèce serait exaploïde. Selon des études chromosomiques, l'espèce la plus proche de Saga pedo serait Saga rammei. Mais des études génétiques basées sur ARN ribosomique 16S et des  gènes mitochondriaux indiquent une très forte parenté avec Saga gracilis (=Saga campbelli gracilis), bien plus forte qu'avec Saga rammei.

## Anecdotes

### Musique
Un gigantesque Saga Pedo cyborg est souvent représenté sur les pochettes d'albums du groupe de rock progressif canadien Saga,

### Bande dessinée
La magicienne dentelée est au cœur de l'intrigue du quatrième tome des Vieux Fourneaux.

## Synonymie
- Saga giganteus Villers, 1789
- Saga italica Costa & Costa, 1871
- Saga nudipes Fischer von Waldheim, 1830
- Saga serrata Fabricius, 1793 (longtemps utilisé pour désigner l'espèce)
- Saga vittata Fischer von Waldheim, 1830

En français la magicienne dentelée possède plusieurs autres noms vernaculaires comme Langouste de Provence ou  Magicienne aux longues pattes.